# Dugny-sur-Meuse
 Dugny-sur-Meuse  es una población y comuna francesa, en la región de Lorena, departamento de Mosa, en el distrito de Verdún y cantón de Verdun-Centre.
Su población en el censo de 1999 era de 1.279 habitantes.
Está integrada en la Communauté de communes du Val de Meuse et de la Vallée de la Dieue.

## Demografía
| 1221 | 1284 | 1181 | 1224 | 1247 | 1279 |
| Para los censos de 1962 a 1999 la población legal corresponde a la población sin duplicidades (Fuente: INSEE [Consultar]) |      |      |      |      |      |